# Boek van ...
Boek van ... is een stripreeks bestaande uit twee delen, het boek van Jack en het boek van Sam die geschreven zijn door Denis-Pierre Filippi en getekend door Olivier Boiscommun. De albums verschenen respectievelijk in 2004 en 2005 vertaald bij uitgeverij Standaard te Antwerpen.

## Inhoud
In het verhalen staan de belevenissen van de twee kinderen Sam en Jack centraal. In deel een wil Jack zich dolgraag bij het groepje belhammers aansluiten van Stan, maar dan moet daarvoor eerst bewijzen dat hij over voldoende moed en durf beschikt. Zijn opdracht bestaat erin om in te breken in een oud, spookachtig huis en en passant moet hij wat waardevolle dingetjes meepikken. Met een klein hartje betreedt Jack de woning waarvan het geheimzinnige interieur en vreemde geluiden ervoor zorgen dat hij met de staart tussen de benen naar buiten snelt. Het enige wat hij kan meegrissen is een boek. Een heel erg vreemd boek, zoals blijken zal ...
In het vervolg keren Jack en Sam terug naar het huis om het boek er terug te plaatsen. Ze raken echter elkaar kwijt. Als Jack door de vloer zakt en Sam terugvindt gaan ze op zoek naar een uitgang. Ditmaal vinden ze het boek van Sam, deze is nog vreemder dan het boek van Jack. 

## Albums
| Nummer | Titel             | Verschenen | Uitgeverij           |
| ------ | ----------------- | ---------- | -------------------- |
| 1      | Het boek van Jack | 2004       | Standaard Uitgeverij |
| 2      | Het boek van Sam  | 2005       | Standaard Uitgeverij |